# Turecká lázeň

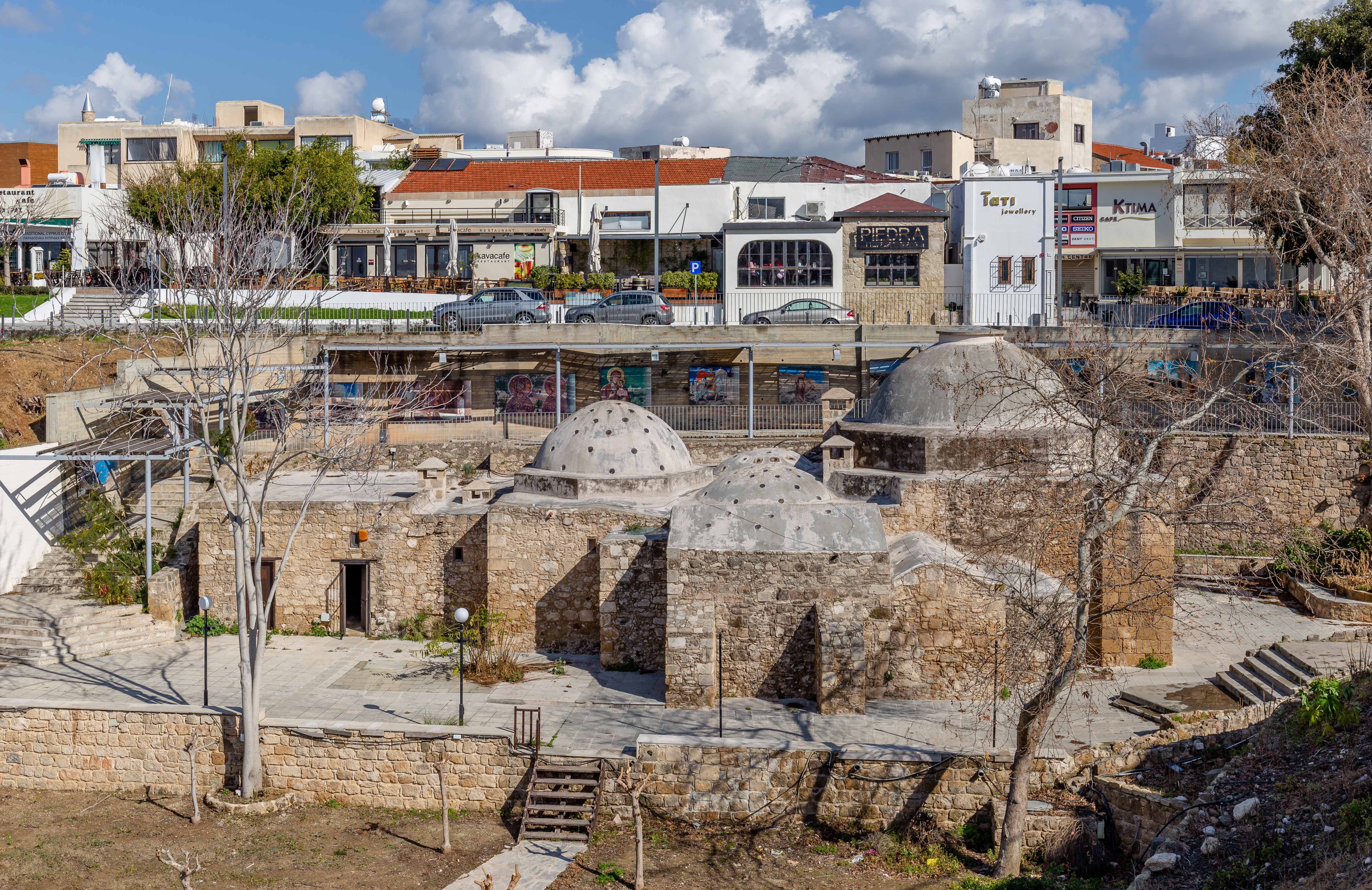
Turecká lázeň (hamam) v Pafosu (Kypr)

Turecká lázeň (arabsky hamam nebo hammam) jsou v islámských zemích veřejné parní lázně, určené hlavně pro celkovou rituální koupel (ghusl). Ta je pro každého muslima povinná po těžkém znečištění, stejně jako pro člověka, který se chce muslimem stát, doporučuje se však před každou páteční bohoslužbou. Koná se v samostatné budově, často přistavěné k mešitě, která má oddělenou část pro muže a pro ženy s odpovídající lázeňskou obsluhou. Návštěvník se v předsíni svlékne a ovine si ručník kolem beder. Pak vstoupí do hlavní místnosti, která je často bez oken a je vytápěna podlahou. Zde ho lázeňský personál namydlí, umyje a namasíruje, případně i oholí.
Nejstarší písemná zmínka o veřejných lázních pochází z 9. století, později se budovaly i soukromé hamamy v palácích a bohatých domech. Veřejné lázně tohoto druhu jsou běžné v Turecku, v Sýrii, na Balkáně, v oblasti Íránu, v Indii i v Severní Africe a vedle mešit to bývají nejhonosnější stavby, zejména v bohatých městech. Od 20. století vznikají i ve městech s větší muslimskou populací v Evropě, v USA, v Rusku atd.
Název pochází z arabské hammam (roztopit).